# 刘文剑 (量子化学家)
刘文剑（1966年3月14日—），中国山东省栖霞市人，量子化学家，研究方向为量子电动力学、相对论量子力学、量子化学等。山东大学青岛理论与计算科学研究院创院院长，中国教育部第四批“长江学者”特聘教授。

## 生平
1992年获得山东大学物理化学理学硕士学位、1995年获得北京大学物理化学理学博士学位；
1995至2001年，先后在波鴻魯爾大學、马克斯·普朗克物理学研究所工作；
2001年至2018年任北京大学教授；
2018年12月担任山东大学讲席教授。

## 学术兼职
国际量子分子科学院院士、英国皇家化学会会士、欧洲科学院院士、亚太理论与计算化学家协会会士、国际先进材料协会会士